# Kontrasztok (Bartók)
A Kontrasztok (Sz. 111, BB 116) Bartók Béla klarinétra, hegedűre és zongorára írt kamaradarabja. Az egyetlen alkalom, amikor Bartók kamarazenéjében fúvós hangszert alkalmazott, Benny Goodman, a világhírű jazz-klarinétos nevéhez fűződik: ő kérte fel Bartókot 1938-ban Szigeti József útján arra, hogy rövid duót írjon klarinét és hegedű számára, zongorakísérettel. Az elnevezés – mint Halsey Stevens kifejti – Bartóknak abból a korábbi belátásából ered, hogy a három hangszer különbözőségét emeli ki; erre utalt művének címében is.
Eredetileg két tételből álló rapszódia volt a darab, a bemutatón ebben a formában adta elő 1939. január 9-én New Yorkban a Carnegie Hallban Szigeti József, Benny Goodman és Petri Endre. Utóbb Bartók egy harmadik tételt iktatott közbe (a Pihenőt) és ebben a formájában ő maga működött közre a Columbia-gyár hanglemezfelvételén, 1940-ben. Ily módon a Lassú és Friss tempójú saroktételek rapszódiaszerű összekapcsolásából háromtételes klasszikus formaképlet kerekedett.

## Szerkezete
A darab három tételes, a tételek a következők:
- Verbunkos - Moderato
- Pihenő -
- Sebes - Allegro vivace

A három tétel tempójában is kontrasztban áll, gyors - lassú - gyors, ugyanakkor más szimmetriákat is felmutat a mű. Az első tétel klarinét kadenciát, a harmadik tétel pedig hegedű kadenciát tartalmaz.
Harmóniai felépítésében Bartók a már több művében is alkalmazott bitonalitással él, az első tétel témájának, az A-ra épülő nagy és kis terc, az A-C-(Cisz)-E megszólalásával.
Ugyanakkor az A-C-(Cisz)-E egymásra épülő tercek félhang eltolással egy újabb egymásra épült terc párost alkotnak, B-Cisz(D)-F, mely ebben a formájában is bitonális, így a darab harmóniai struktúrája ebben az értelemben már politonálisnak tekinthető.
Szigeti visszaemlékezése szerint Bartók megemlítette, a darab komponálásakor részben Maurice Ravel Hegedű-zongora szonátája inspirálta.

## Tételek

### Lassú
Az első tétel a Mikrokozmosz 109. számú darabjának (Bali szigetén) indonéziai eredetű motivikáját alkalmazza, amelyben a bővített kvart hangköz jelentős szerepet játszik. Az első tételt a hegedű élénk pizzicatoja indítja, ezután a klarinét szólaltatja meg a témát, majd a hegedű, a ritmika verbunkos-jellegű, táncosan feszes, míg a középrészben triolás mozgássá oldódik. Az ellenpontosan szerkesztett visszatérő szakaszban parádés szólót juttat a komponista a klarinétnak.
Az első tétel témája:

### Pihenő
A második tétel notturno-zenéjében a hegedű és klarinét szólama egymás tükörképeként, szimmetrikusan rajzolódik ki. De szimmetria rejlik a nagyformán belül a szólókadenciák elhelyezésében is.

### Friss
A tétel háromtagú forma, a trió rész bolgár ritmusban íródott 3+2+3+2+3/8 ütemmutatóval, hangvétele Bartók: I. hegedű-zongora szonátájának fináléját idézi.
Ebben a tételben Bartók a hegedű számára scordaturát ír elő,  azaz az e-húr fél hanggal lejjebb, esz-re, a g-húr fél hanggal feljebb hangolandó.
…a zárótételben a hegedű jut szóhoz, a zongora pedig – amely ebben a kompozícióban elsődleges ütőhangszer-mivoltában szerepel – mindvégig a háttérben marad.
A harmadik tétel témája:

## Fogadtatása
Kárpáti János Bartók kutató szerint a mű mind kompozíciós technikájában bravúros, mind költői gazdagságában, ezzel szemben E.R. a darab megítélésénél hiányolja a hangvételek gazdagságát, mivel Bartók zsenialitása olyan sokféle kifejező erővel bír, mely a nagyobb kompozícióiban végig átível darabjain. Véleménye szerint a "kontraszt" ebben a műben inkább csak a tempókra, mint a hangvételekre vonatkozik.
Kodály tanítványa, Seiber Mátyás szerint a Kontrasztok Bartók életművében nem annyira súlyos és jelentős, mindazonáltal a hegedűre és klarinétra alkotott kompozíció rendkívül hatásos műve.

## Autográf anyagok
- Vázlat (vö. BB 117, Bartók Archívum, Budapest: 4091a, 21. p.)
- Fogalmazvány, vázlatokkal, a tételek I., III., II. sorrendben (Bartók Péter gyűjteménye: 77FSS1)
- Autográf lichtpaus tisztázat, a tételek I., III., II. sorrendben (Bartók Péter gyűjteménye: 77FSFC1)
- A II. tétel lichtpaus másolata, javításokkal, 7–8. pp. (Bartók Péter gyűjteménye: 77FSFC2)
- Lichtpaus másolat (Dennis Dillének dedikálva) (magángyűjtemény, Belgium); a Hawkes B. Ens. 49–73 elsőkiadás (1942) lichtpaus-másolat metszőpéldánya lappang

## Média
- Bartók: Kontrasztok Benny Goodman és Szigeti József és Bartók Béla előadásában a YouTube-on.

## Galéria

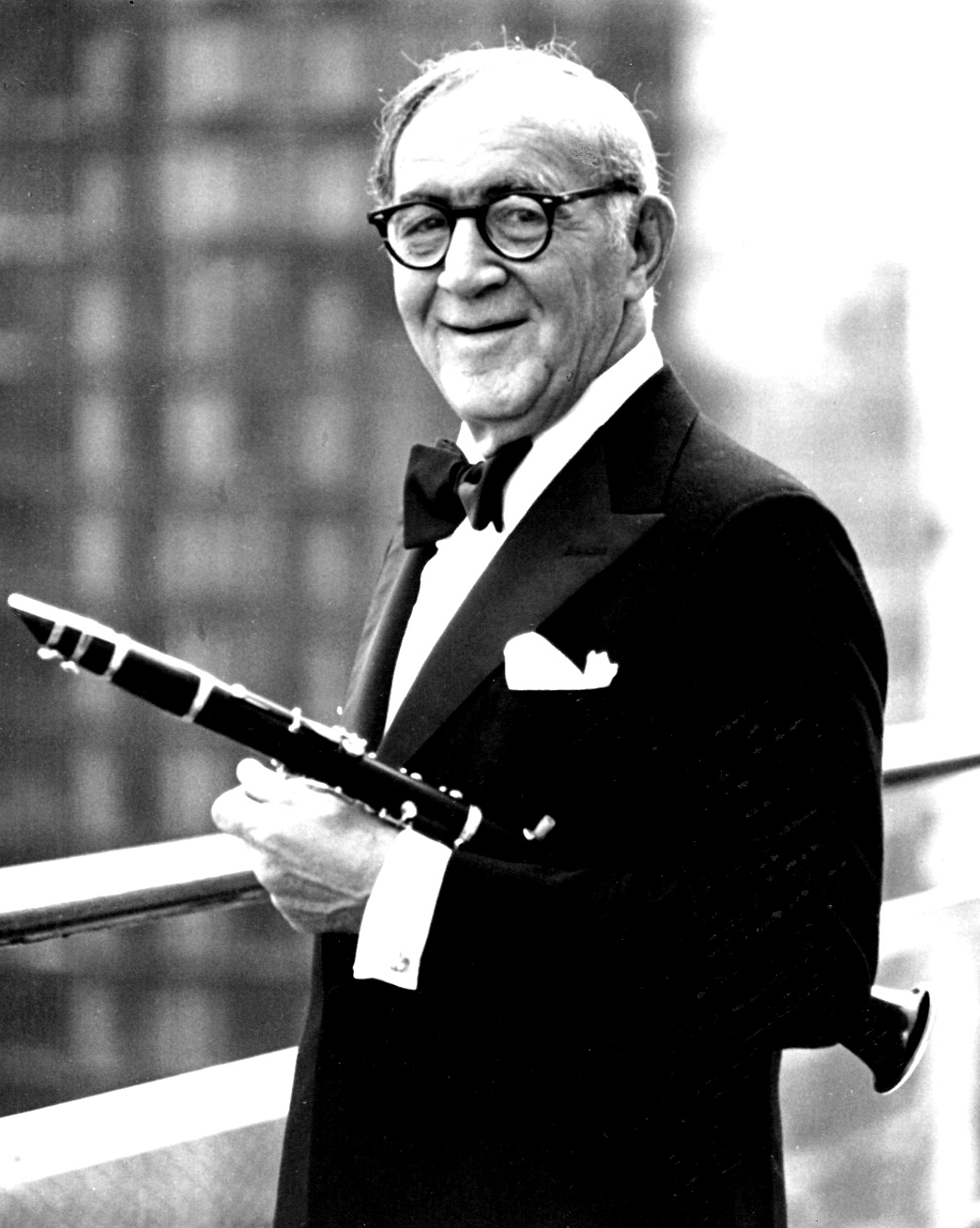
Benny Goodman 1970-ben
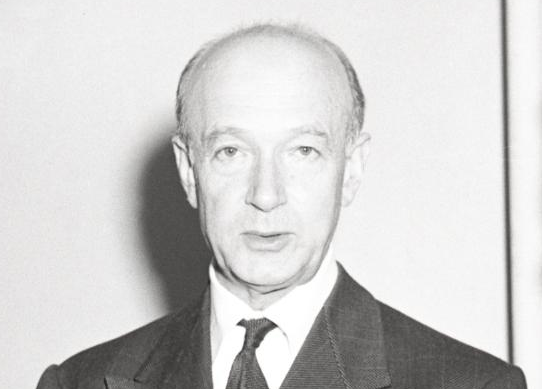
Szigeti József 1950-ben